# ولیوتهمپلیم
ولیوتهمپلیم (به انگلیسی: Velayuthampalayam) یک زیستگاه انسانی در هند است که در Karur district واقع شده‌است.